# Schaal Sels 2016

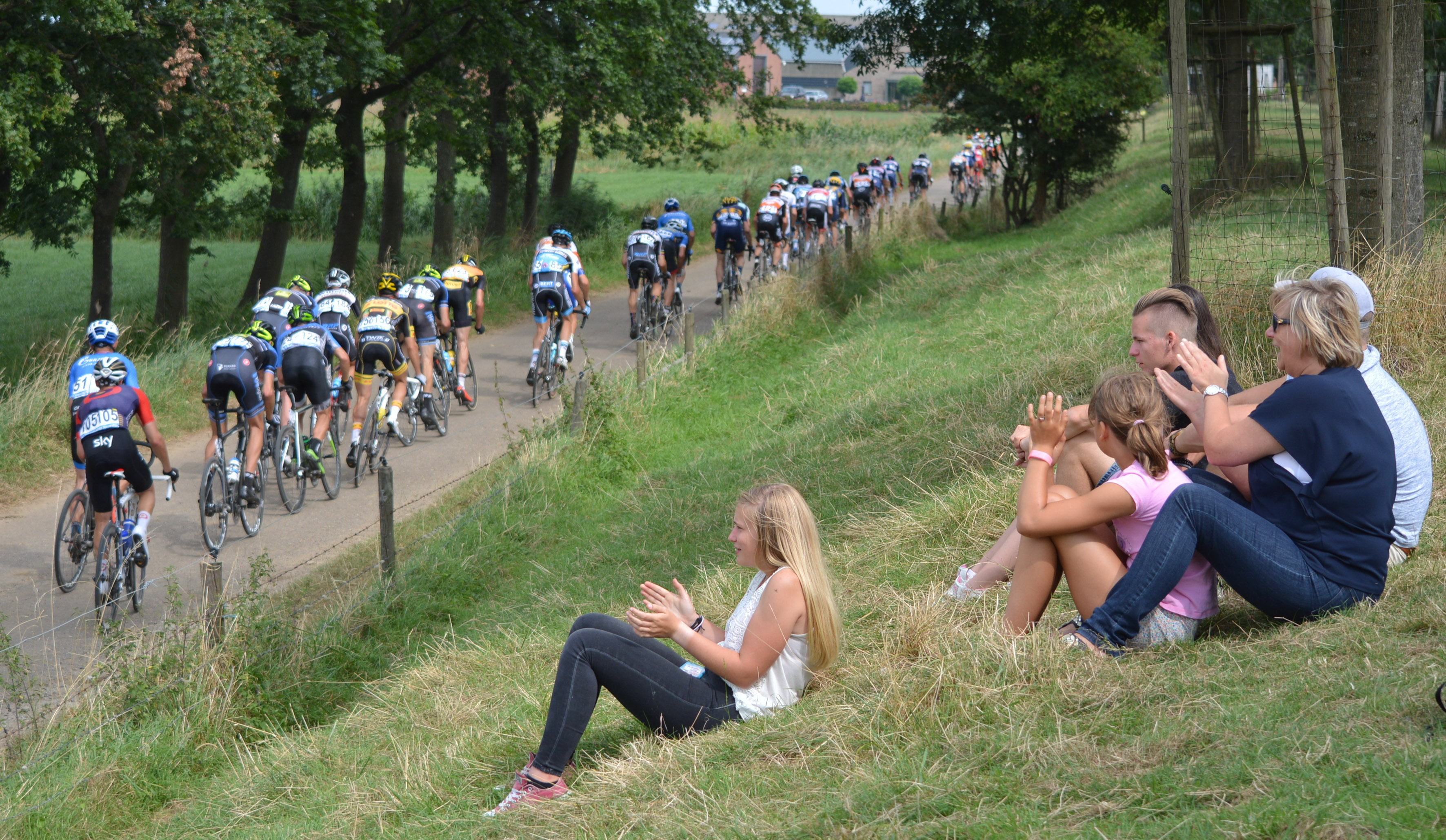

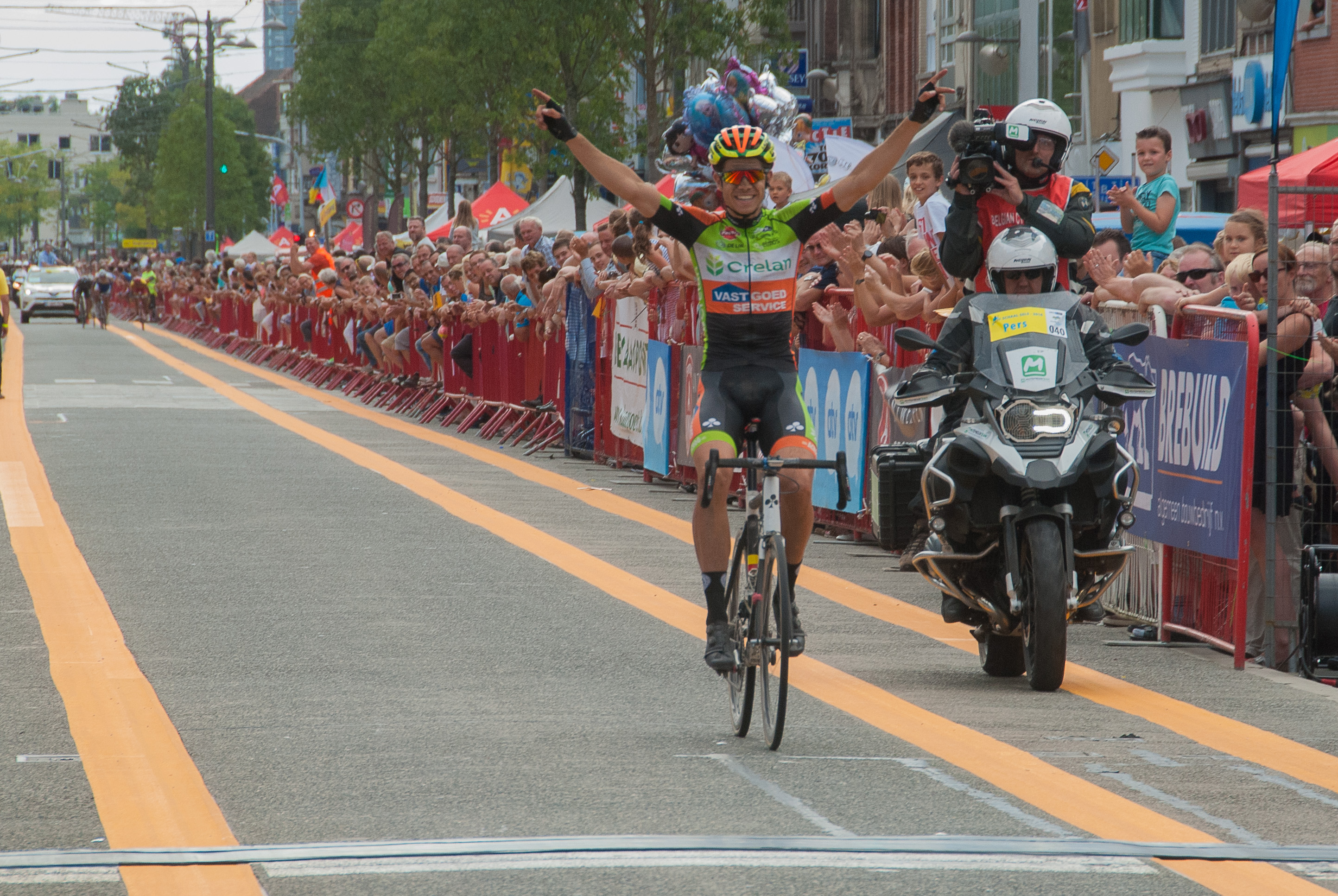
Wout van Aert rijdt als eerste over de eindmeet.

Schaal Sels 2016 was de 91ste editie van de semiklassieker Schaal Sels. De wielerwedstrijd maakte deel uit van de UCI Europe Tour 2016 en werd gereden op 28 augustus 2016 met de start op de Bredabaan te Merksem. Vervolgens liep het parcours door de Haven van Antwerpen richting Belgische en Nederlandse Polder om uiteindelijk terug te finishen op de Bredabaan. Het parcours telde 194,74 km, zo werd er over tientallen kilometers kasseistroken gereden en sinds 2015 werden er voor 19 kilometer onverharde wegen toegevoegd aan de wedstrijd.
Titelverdediger Robin Stenuit werd in 2016 opgevolgd door Wout van Aert. De wedstrijd werd georganiseerd door de Koninklijke Wielrijdersclub van Merksem vzw.

## Deelnemende ploegen
Professionele continentale ploegen
- Wanty - Groupe Gobert
- Topsport Vlaanderen-Baloise
- Roompot Oranje Peloton
- CCC Sprandi Polkowice
- Gazprom-Rusvelo

Continentale ploegen
- One Pro Cycling
- Crelan - Vastgoedservice Continental Team
- Beobank - Corendon
- Marlux - Napoleon Games
- ERA - Murprotec
- Team Wiggins
- NFTO
- Cycling Academy Team
- Avanti IsoWhey Sport
- An Post - Chain Reaction
- Team Kuota-Lotto
- Cyclingteam Join's ❘ De Rijke
- Metec-TKH Continental Cyclingteam
- Veranda's Willems Cycling Team
- Wallonie Bruxelles Group Protect
- Cibel-Cebon
- Veranclassic-Ago
- Superano Ham - Isorex - Tarteletto
- Team3M
- Stölting Service Group
- Team Christina Jewelry

## Rituitslag
| Rituitslag |                     |                                         |          |
| Plaats     | Naam                | Ploeg                                   | Tijd     |
| 1          | Wout van Aert       | Crelan-Vastgoedservice Continental Team | 4u50'20" |
| 2          | Timothy Dupont      | Veranda's Willems Cycling Team          | +15"     |
| 3          | Stijn Steels        | Topsport Vlaanderen-Baloise             | z.t.     |
| 4          | Baptiste Planckaert | Wallonie Bruxelles-Group Protect        | z.t.     |
| 5          | Xandro Meurisse     | Wanty-Groupe Gobert                     | z.t.     |
| 6          | Brian Van Goethem   | Roompot-Oranje Peloton                  | z.t.     |
| 7          | Tim Declercq        | Topsport Vlaanderen-Baloise             | +18"     |
| 8          | Joeri Stallaert     | Cibel-Cebon                             | +1'56"   |
| 9          | Taco Van Der Hoorn  | Cyclingteam Join's ❘ De Rijke           | +1'57"   |
| 10         | Ludwig De Winter    | Wallonie Bruxelles-Group Protect        | +2'04"   |
| 11         | Dries De Bondt      | Veranda's Willems Cycling Team          | +5'55"   |
| 12         | Mihkel Raïm         | Cycling Academy Team                    | z.t.     |
| 13         | Sjoerd Kouwenhoven  | Metec-TKH Continental Cyclingteam       | z.t.     |
| 14         | Wesley Kreder       | Roompot-Oranje Peloton                  | +5'59"   |
| 15         | Gerry Druyts        | Crelan-Vastgoedservice Continental Team | +6'12"   |
| 16         | Michael Reihs       | Stölting Service Group                  | z.t.     |
| 17         | Gorik Gardeyn       | Superano Ham-Isorex                     | z.t.     |
| 18         | Raymond Kreder      | Roompot-Oranje Peloton                  | z.t.     |
| 19         | Nicolas Vereecken   | An Post - Chain Reaction                | z.t.     |
| 20         | Fraser Gough        | Avanti IsoWhey Sport                    | z.t.     |

Etappewedstrijden

 Ster van Bessèges · 
 Ronde van Valencia · 
 La Méditerranéenne · 
 Ronde van de Algarve · 
 Ruta del Sol · 
 Ronde van de Haut-Var · 
 Ronde van de Provence · 
 Driedaagse van West-Vlaanderen · 
 Internationale Wielerweek · 
 Internationaal Wegcriterium · 
 Driedaagse van De Panne-Koksijde · 
 Ronde van de Sarthe · 
 Ronde van Castilië en León · 
 Ronde van Trentino · 
 Ronde van Kroatië · 
 Ronde van Turkije · 
 Ronde van Yorkshire · 
 Ronde van Asturië · 
 Ronde van Azerbeidzjan · 
 Vierdaagse van Duinkerke · 
 Ronde van Madrid · 
 Ronde van Picardië · 
 Ronde van Cova da Beira · 
 Ronde van Noorwegen · 
 World Ports Classic · 
 Ronde van België · 
 Ronde van Estland · 
 Ronde van Luxemburg · 
 Boucles de la Mayenne · 
 Ster ZLM Toer · 
 Ronde van Slovenië · 
 Ronde van Oostenrijk · 
 Sibiu Cycling Tour · 
 Ronde van Rhône Alpes-Valromey · 
 Ronde van Wallonië · 
 Ronde van Denemarken · 
 Ronde van Portugal · 
 Ronde van Burgos · 
 Ronde van Gévaudan Languedoc-Roussillon · 
 Ronde van de Ain · 
 Ronde van Tsjechië · 
 Arctic Race of Norway · 
 Ronde van de Limousin · 
 Ronde van Poitou-Charentes · 
 Tour des Fjords · 
 Ronde van Groot-Brittannië · 
 Ronde van Toscane · 
 Eurométropole Tour
Eendaagse wedstrijden

 Trofeo Felanitx-Ses Salines-Campos-Porreres · 
 Trofeo Pollença-Port de Andratx · 
 Trofeo Serra de Tramuntana · 
 Trofeo Playa de Palma-Palma · 
 GP La Marseillaise · 
 Grote Prijs van de Etruskische Kust · 
 Ronde van Murcia · 
 Clásica de Almería · 
 Trofeo Laigueglia · 
 Omloop Het Nieuwsblad · 
 Classic Sud Ardèche · 
 GP Lugano · 
 Kuurne-Brussel-Kuurne · 
 La Drôme Classic · 
 Le Samyn · 
 Strade Bianche · 
 GP Industria & Artigianato · 
 Ronde van Drenthe · 
 Nokere Koerse · 
 GP Nobili Rubinetterie · 
 Handzame Classic · 
 Classic Loire-Atlantique · 
 Grote Prijs van Cholet-Pays de Loire · 
 Dwars door Vlaanderen · 
 Route Adélie de Vitré · 
 Grote Prijs Miguel Indurain · 
 Volta Limburg Classic · 
 Ronde van La Rioja · 
 Parijs-Camembert · 
 Scheldeprijs · 
 Klasika Primavera · 
 Brabantse Pijl · 
 GP Denain · 
 Ronde van de Finistère · 
 Ronde van de Apennijnen · 
 Tro-Bro Léon · 
 La Roue Tourangelle · 
 Rund um den Finanzplatz Eschborn-Frankfurt · 
 Velothon Wales · 
 Grote Prijs van de Somme · 
 Grote Prijs van Plumelec · 
 Boucles de l'Aulne  · 
 Velothon Berlin · 
 GP Kanton Aargau · 
 Ronde van Keulen · 
 Ronde van Limburg · 
 Velothon Copenhagen · 
 Halle-Ingooigem · 
 GP Cerami · 
 Velothon Stuttgart · 
 Prueba Villafranca de Ordizia · 
 Rad am Ring · 
 Circuito de Getxo · 
 RideLondon Classic · 
 Polynormande · 
 Dwars door het Hageland · 
 Arnhem-Veenendaal Classic · 
 GP Jef Scherens · 
 GP Stad Zottegem · 
 Druivenkoers Overijse · 
 Schaal Sels · 
 Brussels Cycling Classic · 
 GP Fourmies · 
 Velothon Stockholm · 
 Ronde van de Doubs · 
 GP van Wallonië · 
 Coppa Bernocchi · 
 Coppa Agostoni · 
 Kampioenschap van Vlaanderen · 
 Grote Prijs Impanis-Van Petegem · 
 Memorial Marco Pantani · 
 GP van Isbergues · 
 GP Industria & Commercio di Prato · 
 Coppa Sabatini · 
 Ronde van Emilia · 
 Duo Normand · 
 GP Beghelli · 
 Ronde van de Drie Valleien · 
 Milaan-Turijn · 
 Ronde van Piemonte · 
 Ronde van de Vendée · 
 Ronde van het Münsterland · 
 Binche-Chimay-Binche · 
 Parijs-Bourges · 
 Parijs-Tours · 
 Nationale Sluitingsprijs